# 何玘
何玘（1425年—？），字廷用，河南汝寧府羅山縣人，民籍，明朝政治人物。同進士出身。

## 生平
景泰元年（1450年）庚午科河南鄉試第二十九名。景泰五年（1454年）甲戌科會試第三百八名，殿試登進士第三甲第八十一名。

## 家族
曾祖何勝祖。祖父何必貴。父何逵，曾任訓導。